# Ledec von Ritschan

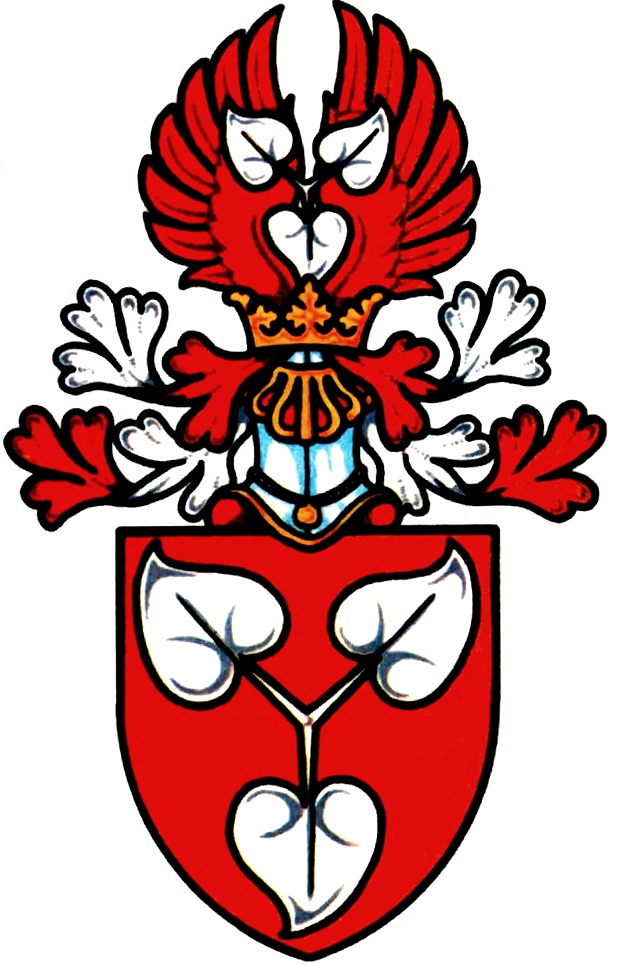
Wappen der Ledec von Ritschan

Ledec von Ritschan (tschechisch Ledecký z Říčan) war ein altes böhmisches Adelsgeschlecht. Die ersten Berichte stammen aus dem 13. Jahrhundert. Sie siedelten in der Gegend von Ledetsch im Okres Havlíčkův Brod. Unter deren Herrschaft wurde deren Herrensitz vom König Ladislaus Postumus vor 1458 zur Stadt erhoben und mit einem Erb bedacht.
Eine der bedeutendsten Persönlichkeiten war Sigismund von Ledetsch, der unter der Herrschaft des Přemysl Ottokar II. zu den führenden Persönlichkeiten des Landes gehörte, der 1220 im Veitsdom bestattet wurde.